# ویولتا بولچ
ویولتا بولچ (انگلیسی: Violeta Bulc؛ زادهٔ ۲۴ ژانویهٔ ۱۹۶۴) سیاست‌مدار اهل اسلوونی است که بین سال‌های ۲۰۱۴ تا ۲۰۱۹ به عنوان کمیسر حمل‌ونقل اتحادیه اروپا فعالیت کرد. او پیش از ورود به سیاست، در حوزه فناوری، نوآوری و مدیریت کسب‌وکار فعالیت داشت و بنیان‌گذار چندین شرکت بود. بولچ به دلیل تمرکز بر توسعه پایدار، دیجیتالی‌سازی و حمل‌ونقل هوشمند در اتحادیه اروپا شناخته می‌شود.